# Aminossalicilato
Os aminossalicilatos (sais de ácido n-aminossalicílico) são um grupo de fármacos utilizados no tratamento de doenças inflamatórias intestinais, o principal representante é a Mesalazina. Muitos são derivados de Mesalamina.

## Indicações
- Úlceras em geral
- Doença de Chagas
- Síndrome do cólon irritável
- Inflamações intestinais Autoimunes (Colite Ulcerativa, Retocolite Ulcerativa, Ileocolite, Doença de Crohn)

## Mecanismo de ação
As suas propriedades são semelhantes às dos AINEs (grupo da aspirina) mas não causam hemorragias gástricas nem são absorvidos para o sangue (têm acção tópica).
O ácido 5-aminosalicílico inibe as enzimas ciclooxigenases COX-1 e COX-2 a sintese de prostanóides inflamatórios. Inibe também a produção de citocinas, ao bloquear o NF-KB, o seu factor de transcrição génica nuclear.

## Efeitos úteis
Diminuição da inflamação nessas doenças. Remissão da doença, retardo da progressão, diminuição da probabilidade de episódio agudo.

## Efeitos adversos
- Fraqueza óssea(baixa de cálcio pelo organismo)
- Vermelhidão nas axílas
- Dores de cabeça
- Dores nas articulações
- Prurido nas regiões genitais

Raros:
- Neutropenia e supressão da actividade da medula óssea.
- Esterilidade.
- Danos neurológicos irreverssíveis

## Fármacos do grupo
- Sulfassalazina
- Balsalazide
- Olsalazina
- Pentasa
- Mesalazina